# Tjakko Borgesius
Tjakko Borgesius (Oude Pekela, 1 juni 1816 - aldaar, 13 april 1888) was een Nederlandse landmeter, land- en veeneigenaar en burgemeester van Oude Pekela.

## Biografie
Borgesius was een zoon van de stadsveenmeester Goedhart Borgesius en Wendeltje Aapkens. Hij was gehuwd met Gesina Johanna Zuiderveen, dochter van de koopman Udo Freerks Zuiderveen en Jacoba Jans Laansterhuis uit Oude Pekela.
Borgesius heeft zijn hele leven in Oude Pekela gewoond. Hij was aanvankelijk landmeter en vervolgens land- en veeneigenaar. In 1837 was Borgesius mede-initiatiefnemer, oprichter en de eerste voorzitter van de Groninger Maatschappij van Landbouw. Deze functie heeft hij tot 1863 bekleed. Bij Koninklijk Besluit van 23 december 1849, nr. 31, werd Borgesius benoemd tot burgemeester en gemeentesecretaris van Oude Pekela. Zijn feitelijke benoeming ging in op 2 januari 1850. De functie van burgemeester bekleedde hij tot zijn overlijden in 1888, die van secretaris tot 1867. In 1851 werd Borgesius in het district Winschoten gekozen tot lid van Commissie van Landbouw in de provincie Groningen. Van 1859 tot 1886 was hij tevens lid van de Provinciale Staten van Groningen.
Bij hun 25-jarig huwelijksfeest schonk het echtpaar Borgesius-Zuiderveen twee zilveren avondmaalsbekers aan de Nederlandse Hervormde Kerk van Oude Pekela.
Borgesius overleed in april 1888 op 71-jarige leeftijd in zijn woonplaats Oude Pekela. Hij ligt begraven op de algemene begraafplaats in Oude Pekela. In deze plaats is een straat naar hem genoemd.

## Amateurschilder
Borgesius was een amateurschilder. Er zijn twee werken van hem bekend en opgenomen in de collectie van het Groninger Museum: geschilderde taferelen van het Westerwolder landschap met het Klooster Ter Apel. Ter gelegenheid van het 800-jarig bestaan van de Kruisheren vond er in 2010 een expositie Kruisheren & Klooster Ter Apel plaats. Het werk van Borgesius was onderdeel van deze expositie.